# Bao Viet Holdings
Bao Viet Holdings (Tập đoàn Tài chính-Bảo hiểm Bảo Việt) — крупнейшая страховая группа Вьетнама, входит в десятку крупнейших компаний страны по рыночной капитализации. Контрольный пакет акций (77 %) принадлежит государству и находится под контролем Министерства финансов Вьетнама. Среди стратегических партнёров Bao Viet Holdings числится японская страховая корпорация Sumitomo Life Insurance. Помимо страхового бизнеса Bao Viet Holdings занимается торговыми операциями на фондовой бирже, управлением активами, операциями с недвижимостью, строительством, гостиничным бизнесом и банковским делом.
Свои услуги Bao Viet предлагает через более чем 160 отделений в 63 провинциях и городах. В компании занято 6 тыс. офисных работников и 70 тыс. продавцов полисов. Bao Viet Holdings котируется на фондовой бирже Хошимина, Bao Viet Securities — на Ханойской фондовой бирже.  

## История
Компания основана решением правительства в декабре 1964 года. С января 1965 года начали работать два отделения Bao Viet в Ханое и Хайфоне. В 1989 году Bao Viet был преобразован в корпорацию (Tổng Công ty), в 1992 году открылась дочерняя структура компании в Великобритании. К 1996 году Bao Viet числилась среди 25 крупнейших государственных компаний Вьетнама. В 1996 году Bao Viet начала предоставлять услуги по страхованию жизни. В 2003 году правительство приняло решение реструктуризировать Bao Viet и превратить компанию в крупного игрока на финансовом рынке страны. В 2004 году Bao Viet Life была выделена из состава Bao Viet Insurance.   
В 2007 году британский банк HSBC приобрёл 10 % акций Bao Viet Holdings, в 2009 году — ещё 8 %, однако в конце 2012 года HSBC подписал соглашение с японской компанией Sumitomo Life Insurance о продаже ей 18-процентного пакета акций. В 2007—2008 годах Bao Viet был реорганизован в акционерное общество и обзавёлся несколькими филиалами, с 2009 года его акции торгуются на Фондовой бирже Хошимина. В декабре 2009 года Bao Viet Holdings совместно с компаниями Vinamilk, CMC Technology и HiPT Technology создали Bao Viet Bank.

## Структура

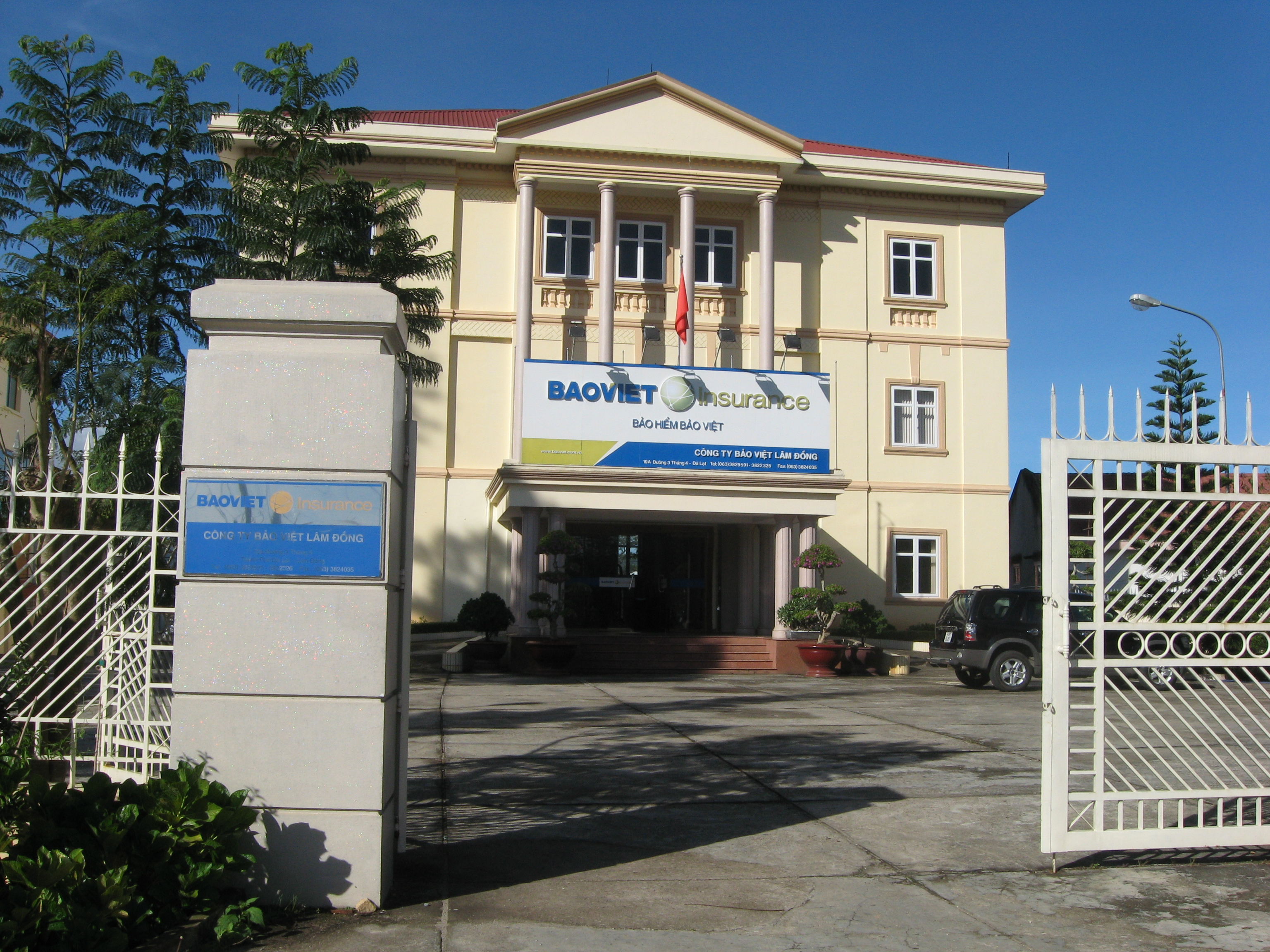
Отделение Bao Viet Insurance

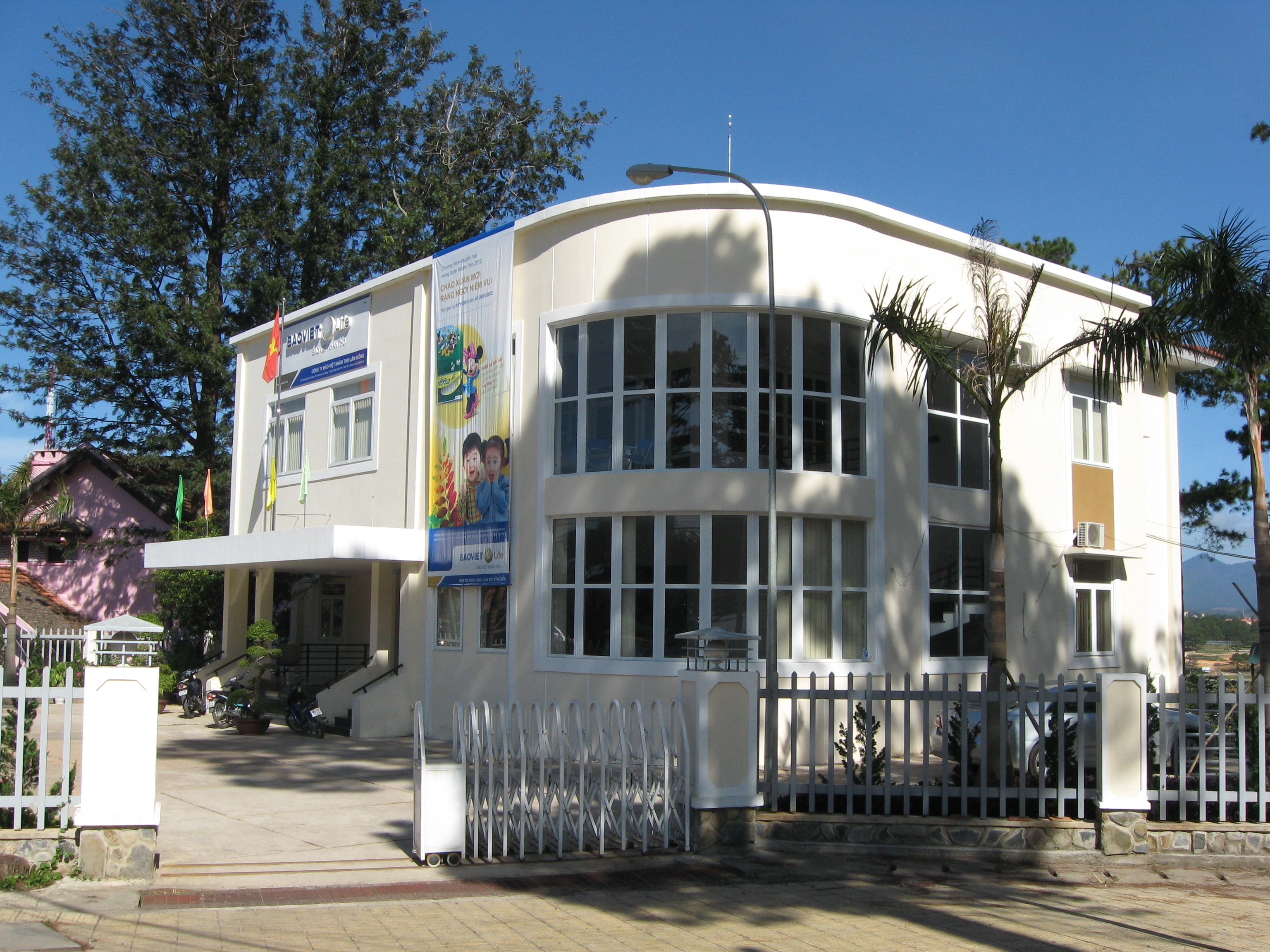
Отделение Bao Viet Life

- Bao Viet Insurance (страхование имущества и медицинское страхование).
- Bao Viet Tokio Marine Insurance (страхование имущества)[8][9].
- Bao Viet Life (страхование жизни)[10].
- Bao Viet Fund (инвестиции и инвестиционный менеджмент)[11].
- Bao Viet Securities (брокерские услуги).
- Bao Viet Bank (банковское дело и продажи страховых продуктов).
- Bao Viet Investment (инвестиции).

## Рыночная доля
В 2005 году доля Bao Viet на страховом рынке Вьетнама (за исключением страхования жизни) составляла 38,4 %, однако в 2011 году она сократилась до 23,7 %. Основными конкурентами группы Bao Viet являются компания PetroVietnam Insurance — подразделение государственной нефтяной компании PetroVietnam, и компания Petrolimex Insurance Company (PJICO) — подразделение государственной нефтегазовой компании Petrolimex. 
На рынке страхования жизни Bao Viet занимает второе место после вьетнамского филиала британской группы Prudential plc (его доля упала с 38 % в 2005 году до 28 % в 2011 году). Вслед за двумя лидерами рынка следуют компании Manulife (Канада) и Dai-ichi Life (Япония). Согласно данным за 2012 год Bao Viet занимал 23,9 % рынка страхования жизни, опередив Prudential с её 22,6 %.
По состоянию на 2015 год по числу новых премий страхования жизни Bao Viet занимал второе место в стране (19,6 % рынка), уступая лишь британской Prudential (20,8 % рынка).